# Andrej Nikolaevič Tupolev
Andrej Nikolaevič Tupolev, traslitterato anche come Andrei Nikolaevich Tupolev (in russo Андре́й Никола́евич Ту́полев?; Pustomazovo, 10 novembre 1888, 29 ottobre del calendario giuliano – Mosca, 23 dicembre 1972), è stato un ingegnere aeronautico sovietico, capo dell'ufficio tecnico (OKB) Tupolev.
Durante la sua carriera diresse la progettazione di più di cento tipi di velivoli, che stabilirono 78 diversi primati mondiali. Nel suo paese fu nominato Accademico delle Scienze dell'URSS (1953), Connello-Generale (1968) e per tre volte Eroe del lavoro socialista (1945, 1957, 1972). Divenne inoltre membro onorario della Royal Aeronautical Society britannica e dell'American Institute of Aeronautics and Astronautics degli Stati Uniti.

## Biografia

### Infanzia e formazione
Tupolev nacque nella famiglia di un notaio a Pustomazovo (in russo Пустомазово), un villaggio del Kimrskij rajon, nell'allora Gubernija di Tver' dell'Impero russo. Già dai tempi degli studi ginnasiali manifestò grande interesse per le scienze esatte e la tecnica. Nel 1908 si iscrisse alla Scuola tecnica imperiale di Mosca; l'anno successivo entrò a far parte del gruppo di studi aeronautici diretto da Žukovskij e collaborò alla realizzazione di un aliante sul quale egli stesso effettuò il primo volo di prova nel 1910.
Nel 1911 fu costretto ad interrompere gli studi poiché fu arrestato per aver partecipato ad agitazioni e diffuso pubblicazioni vietate. Fu quindi esiliato nel proprio villaggio natale e vi rimase sotto controllo di polizia fino alla vigilia della prima guerra mondiale, quando poté rientrare a Mosca e riprendere la scuola. Si laureò con il massimo dei voti nel 1918.

### Carriera professionale

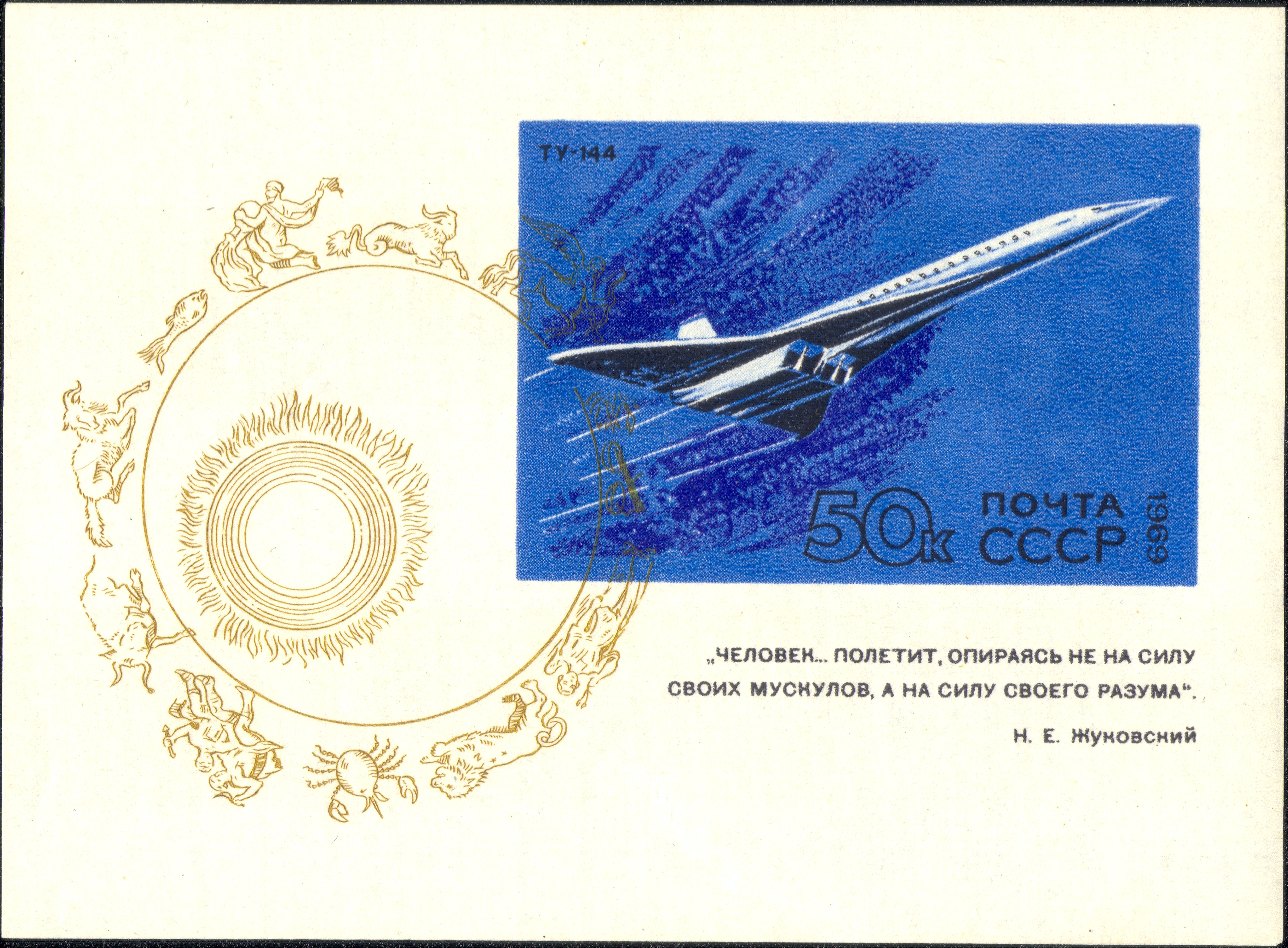
Il Tupolev Tu-144 in un francobollo da 50 copechi delle poste sovietiche del 1969.

Tra il 1916 e il 1918 Tupolev, insieme a Žukovskij, collaborò al lavoro del primo ufficio aeronautico della Russia, realizzò la prima galleria del vento e diede vita all'Istituto Centrale di Aeroidrodinamica (TsAGI). L'Ufficio centrale di progettazione o TsKB, con sede al suo interno, produceva bombardieri e aerei di linea. Quando il numero di progettisti specializzati aumentò, Tupolev creò un proprio gruppo di lavoro, siglando i progetti con il prefisso ANT, dalle sue iniziali.
Nel 1925 realizzò il bimotore TB-1 e nel 1932 il TB-3. Sempre nel 1932, sotto la direzione di Tupolev, fu realizzato dalla squadra di Pavel Suchoj l'ANT-25. Nel 1934 fu invece la volta dell'ANT-20 Maksim Gorkij, dotato di otto motori, di una superficie utile superiore ai cento metri quadrati e di una capienza di 60 persone.
Il 5 aprile 1936 Tupolev venne nominato dal Commissario del popolo Sergo Ordžonikidze ingegnere capo del Commissariato del popolo per l'industria pesante. In quella veste guidò una delegazione negli Stati Uniti per acquisire attrezzature e licenze di produzione.
Il 21 ottobre 1937 venne arrestato, insieme ad altri specialisti del settore aeronautico, con l'accusa di sabotaggio, attività controrivoluzionaria e spionaggio. Il 28 maggio 1940 fu condannato dalla Corte suprema militare a 15 anni di campo di lavoro e destinato al OKB-29, noto come šaraška di Tupolev, dal nome del suo inquilino più noto. In questo periodo sviluppò il Tupolev Tu-2.

Fu rilasciato nel luglio del 1941, ma per la riabilitazione completa dovette attendere due anni dopo la morte di Stalin, ottenendola infine il 9 aprile 1955.
Durante la seconda guerra mondiale si dedicò in particolare allo studio del bombardiere strategico americano Boeing B-29 Superfortress, di alcuni esemplari del quale l'URSS aveva chiesto invano il prestito agli Stati Uniti. Usando tre velivoli che erano atterrati in Siberia dopo aver bombardato il Giappone nel 1945, Tupolev riuscì a copiare fin nei minimi dettagli la prima apparecchiatura di trasporto nucleare al mondo. Ne curò quindi la produzione in numerosi esemplari, ed equipaggi perfettamente addestrati furono pronti per la parata del 9 maggio 1947. La copia fu battezzata Tu-4.
Nel 1955 sperimentò il suo unico bombardiere a turboelica, il Tu-95, e negli anni successivi vinse, secondo alcuni anche grazie alla sua vicinanza con Nikita Chruščëv, la concorrenza di Mjasiščev e della sua serie di bombardieri strategici a turbogetto M-4.
Attorno a quegli anni, Tupolev fece entrare in servizio il secondo aereo di linea a getto, il Tu-104, che fu il primo aereo a getto a restare ininterrottamente in servizio, e per due anni, fino alla fine del 1958, fu l'unico al mondo. Ad esso seguì una serie di aviogetti passeggeri Tu, tra cui il supersonico Tu-144, progettato dal figlio di Tupolev, Aleksej.

### Influenza politica

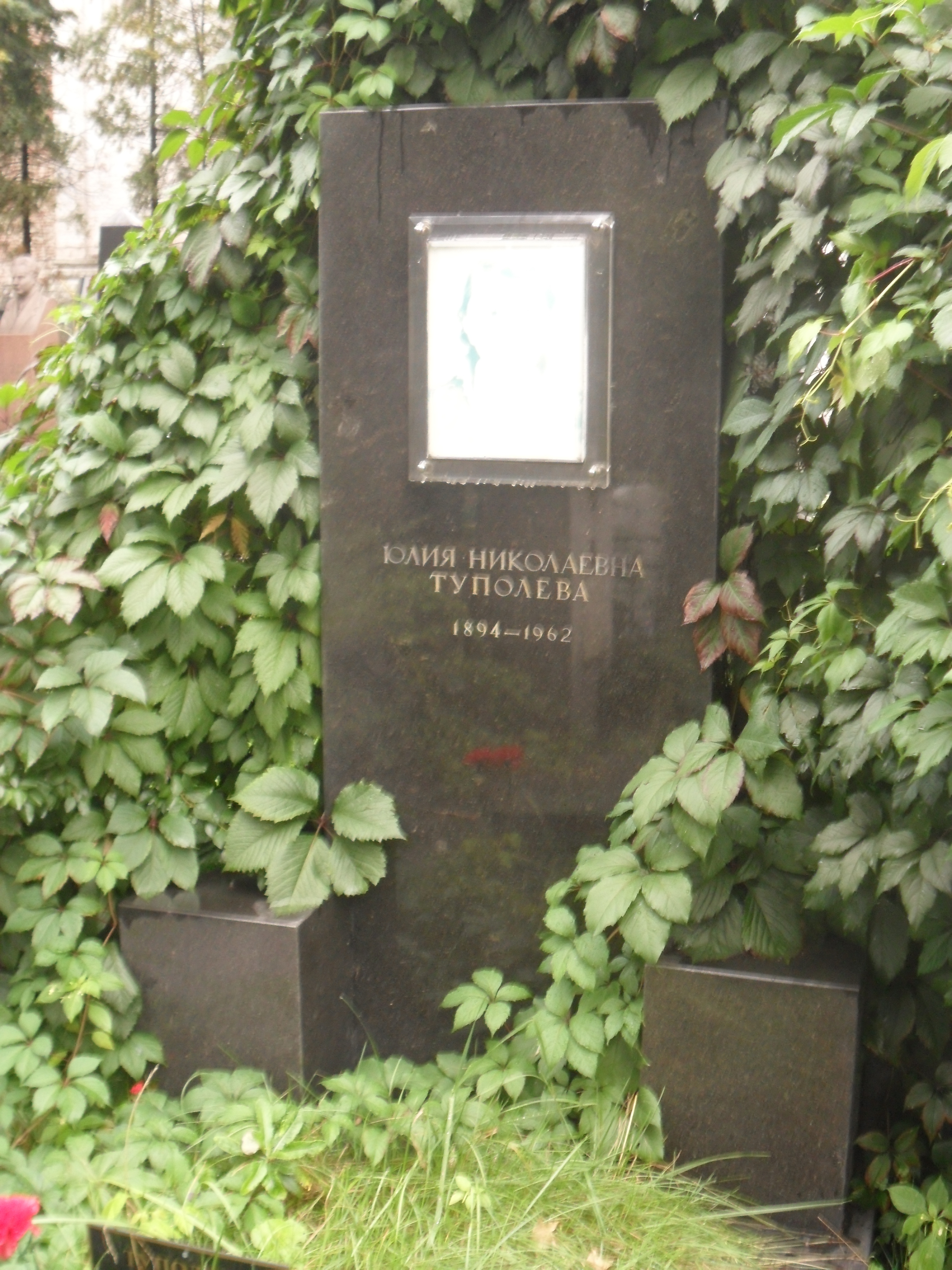
Lastra tombale della moglie di Tupolev nel cimitero di Novodevičij.

Tra i contemporanei, Tupolev era noto per l'invariabile ed energica insistenza sulla preferibilità di rapide e limitate correzioni tecniche rispetto alle soluzioni teoriche di scuola. Il suo "marchio di fabbrica" era portare un aeroplano in servizio molto rapidamente: iniziava allora un lungo processo di miglioramento delle limitazioni dovute alla progettazione iniziale "sporca e rapida". Era inoltre ritenuto particolarmente sagace e impietoso dal punto di vista politico. Dopo l'uscita di scena di Chruščёv nel 1964, tuttavia, perse gradualmente influenza, in particolare a favore della Ilyushin, nonostante il prestigioso programma Tu-144 abbia continuato a raccogliere l'appoggio delle più alte autorità fino al 1973 (così come l'importante Tu-154).
Deputato del Soviet supremo dal 1950 fino alla morte, avvenuta nel 1972, Tupolev è sepolto nel cimitero moscovita di Novodevičij.

## Onorificenze

### Altre onorificenze
- Eroe del Lavoro (1926)
- Scienziato benemerito della RSFS Russa (8 agosto 1947)
- Premio N. E. Žukovskij (1958)
- Medaglia d'oro della Federazione aeronautica internazionale (1958)
- Premio Leonardo da Vinci (1971)
- Medaglia d'oro dell'Associazione dei pionieri dell'aeronautica francese (1971)
- Tupolev, insignito della cittadinanza onoraria di Parigi (1964), New York e Žukovskij (1968), è stato nominato membro ad honorem della Royal Aeronautical Society britannica (1970) e dell'American Institute of Aeronautics and Astronautics degli Stati Uniti (1971).
- Sono dedicate a Tupolev strade a Mosca, a San Pietroburgo e in numerose altre città dell'ex Unione Sovietica.
- Dal 1973 gli è intitolato l'Istituto aeronautico del Kazakistan.
- Un busto di Tupolev è stato eretto il 7 settembre 1979 nella Piazza del Maggio di Kimry.
- Nel 1979 è stato girato il film biografico Poėma o kryl'jach, dedicato a Tupolev e Igor' Sikorskij.
- Nel 1988, in occasione del centenario della nascita, è stato emesso dalle Poste sovietiche un francobollo con la sua effigie.
- Un memoriale è stato realizzato nel luogo dove sorgeva il villaggio natale di Tupolev, Pustomazovo.
- Un esemplare di Tupolev Tu-160M1 dell'Aeronautica militare russa porta il suo nome.